# Tropidophora carinata
Tropidophora carinata es una especie de molusco gasterópodo de la familia Pomatiasidae en el orden de los Mesogastropoda.

## Distribución geográfica
Se encuentra en Mauricio y Reunión.    